# Gottfried Menzel
Gottfried Menzel (30. května 1798 Krásný Les – 14. května 1879 Nové Město pod Smrkem) byl katolický kněz a přírodovědec působící v oblasti Frýdlantska a Jizerských hor. Je autorem prvních přírodovědných pojednání o Frýdlantsku a Liberecku a nositelem několika vyznamenání. Jeho hlavním přínosem je poznání a popsání botanických, zoologických, geologických a klimatických poměrů severních Čech.

## Život

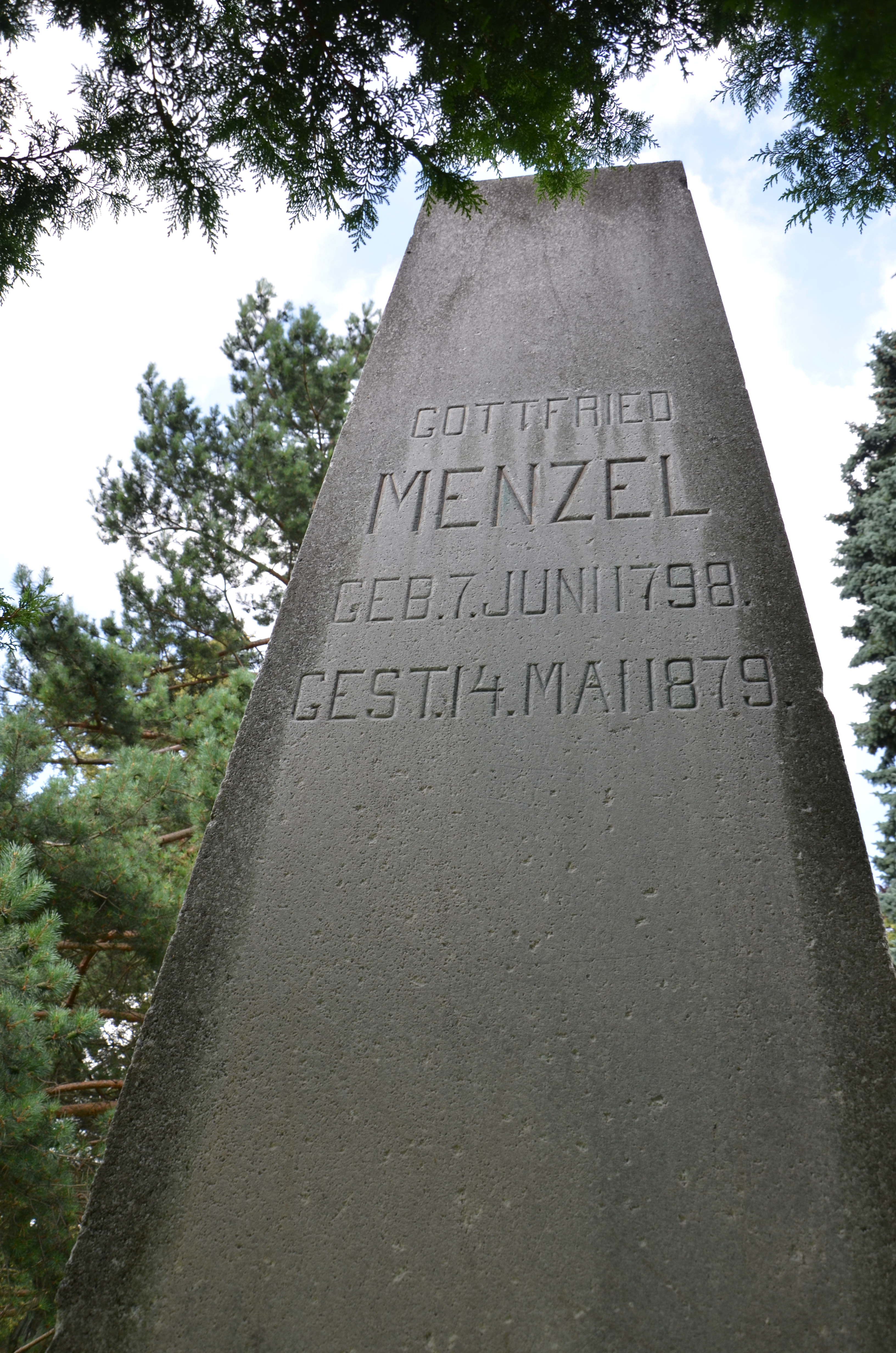
Gottfried Menzel – část zarostlého mramorového obelisku

Narodil se v rodině sedláka z Krásného lesa a vystudoval nejprve na piaristickém gymnáziu v Mladé Boleslavi, pak na malostranském gymnáziu v Praze a konečně v litoměřickém bohosloveckém semináři v roce 1824, kdy byl vysvěcen na kněze. Nejprve byl kaplanem v Hrádku nad Nisou, v roce 1831 se stal katechetou na dívčí škole v Liberci. V této době vydal své první přírodovědecké dílo o místní květeně Flora der gräflich Clam-gallaschen Herrschaften Friedland, Reichenberg, Grafenstein und Lemberg mit praktischen Anmerkungen (Prag 1830–33). Roku 1834 ho hrabě Kristián Kryštof Clam-Gallas ustanovil farářem v Novém Městě pod Smrkem.
Na tomto působišti se kromě svých povinností duchovního věnoval také přírodovědeckému bádání. Zabýval se možnostmi pěstování morušovníku, ovocnářstvím, astronomii, sběrem rostlin, léčením přírodními prostředky. Výsledky svých zkoumání dával k dispozici školám a všem zájemcům. V této době odcházelo mnoho lidí za obživou do severní Ameriky. Aby tamní podmínky poznal a mohl poradit dalším zájemcům, vydal se v letech 1849-51 na vlastní náklady do Texasu. Své poznatky následně uveřejnil v knize Die Vereinigten Staaten von Amerika mit besonderer Rücksicht auf die deutsche Auswanderung dahin nach eigener Anschauung geschrieben, kde popsal přírodní, hospodářské a sociální poměry ve Spojených státech. Po návratu do Nového Města byl za dosavadní záslužnou práci a přínos jeho zámořské cesty jmenován děkanem.
V roce 1854 odešel do důchodu kvůli vážné oční chorobě. Nejprve se usadil v rodném Krásném Lese, roku 1875 se však vrátil do Nového Města, kde také v roce 1879 zemřel.

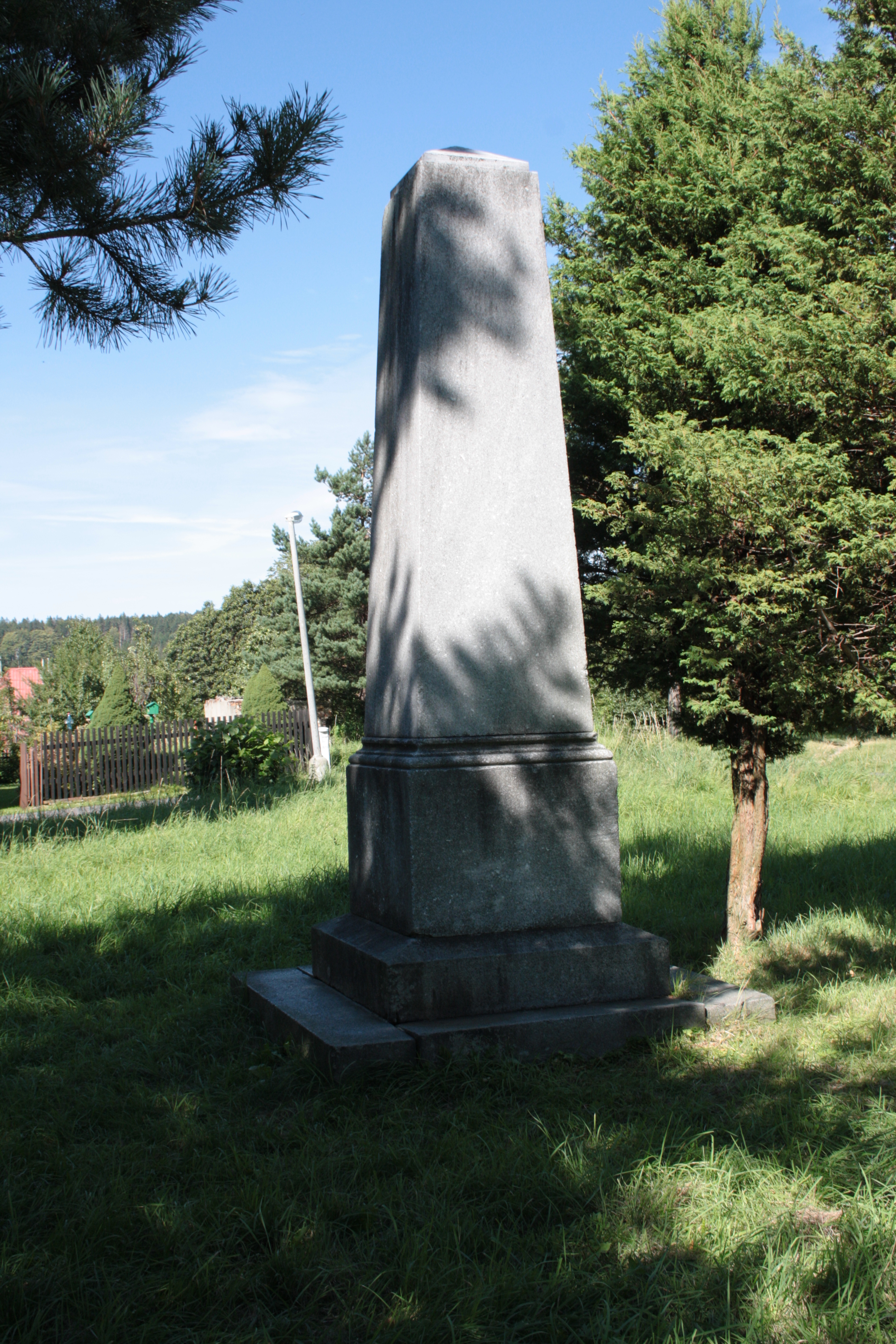
Menzelův pomník u kostela svaté Kateřiny v Novém Městě pod Smrkem

Jeho zásluhy ocenil již roku 1875 císař František Josef I. udělením kříže za zásluhy s korunou, byl čestným členem mnoha vědeckých spolků – například Přírodovědecké společnosti ve Zhořelci, Fyziokratické společnosti v Praze a C. k. říšského geologického ústavu ve Vídni.